# 记忆研究 (学术领域)
记忆研究是一个学术领域，研究使用记忆作为记住过去的工具。记忆是过去的现在，是一种当代现象，既与过去有关，又发生在现在。其次，记忆是一种工作形式，通过工作、劳动或行动来运行。

## 当代记忆与过去记忆
当代记忆不同于过去社会的记忆，因为今天的历史记忆与过去不同。当代记忆曾经标志着一个社区或一个国家与其过去的关系，但过去和现在之间的界限过去比今天看起来更牢固、更稳定。通过摄影、电影、录制的音乐和互联网等现代再现媒体以及通过历史学术的爆炸式增长和越来越贪婪的博物馆文化，不为人知的近期和不那么近期的过去冲击着现在，过去以过去几个世纪难以想象的方式成为现在的一部分。
虽然记忆是关于过去的，但记忆发生在当下，为那些可能经历过或可能没有经历过的人确立过去的意义。记忆涉及很多工作，因此是一个“动词”或“动作”词，而不仅仅是对实践的描述。记忆作为“嵌入社会行动的过去的象征性表现”，也强调记忆是一种回忆的实践，而不仅仅是一组事实。